# Hit Em wit Da Hee
Hit Em wit da Hee è un singolo della cantante e rapper statunitense Missy "Misdemeanor" Elliott, che vede la partecipazione di Lil' Kim e Mocha. Il brano è stato pubblicato nel 1998 ed estratto dal primo album di Missy Elliott, Supa Dupa Fly.

## Tracce
- 12" (USA)

1. Hit 'Em Wit Da Hee (Remix Extended Version) (featuring Lil' Kim & Mocha) - 4:57
2. Beep Me 911 (Remix) (featuring 702 & Magoo) - 4:20
3. Sock It 2 Me (Funky DL Remix) (featuring Da Brat) - 4:30